# Oschersleben (Bode)

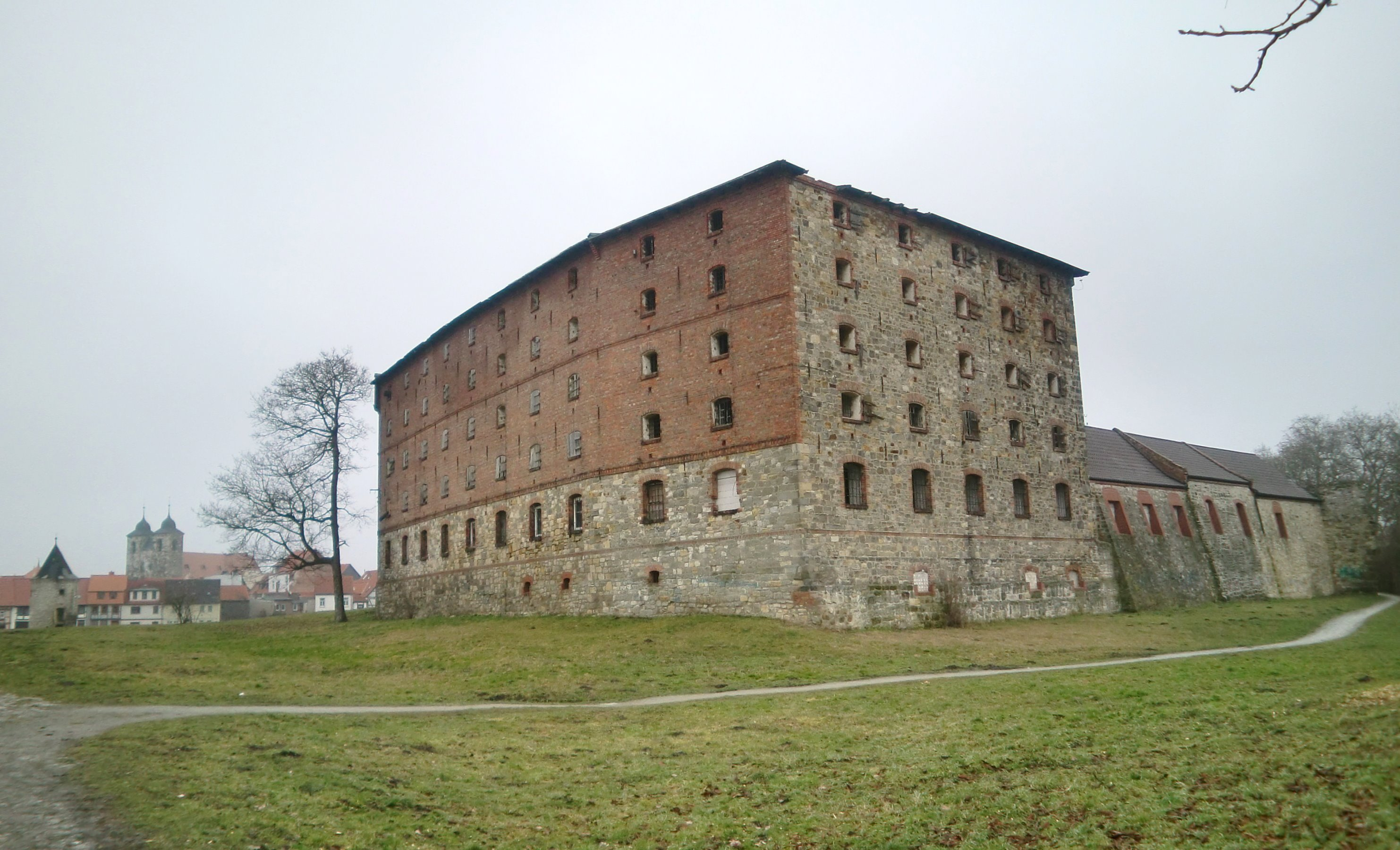
Zamek Oschersleben

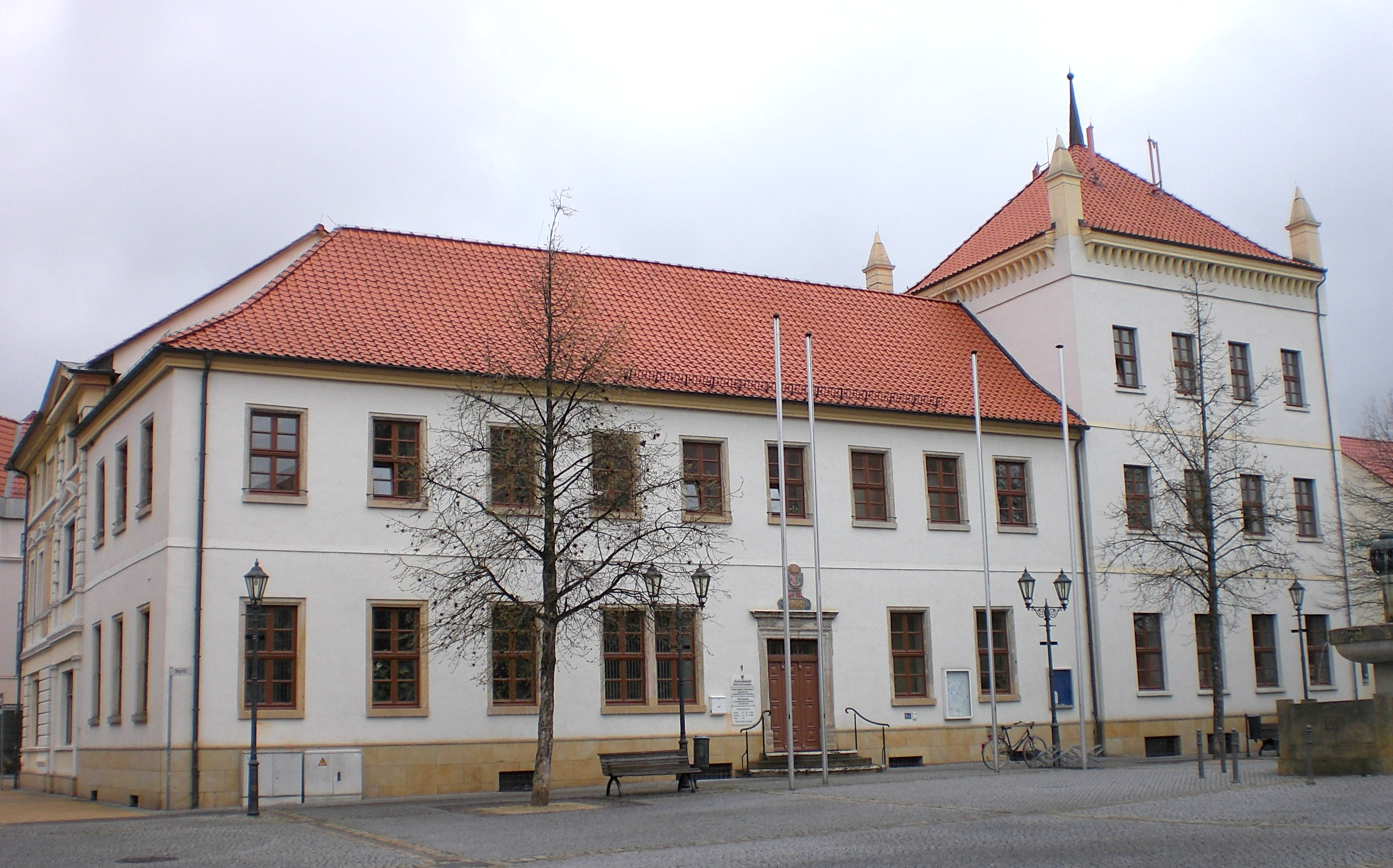
Ratusz

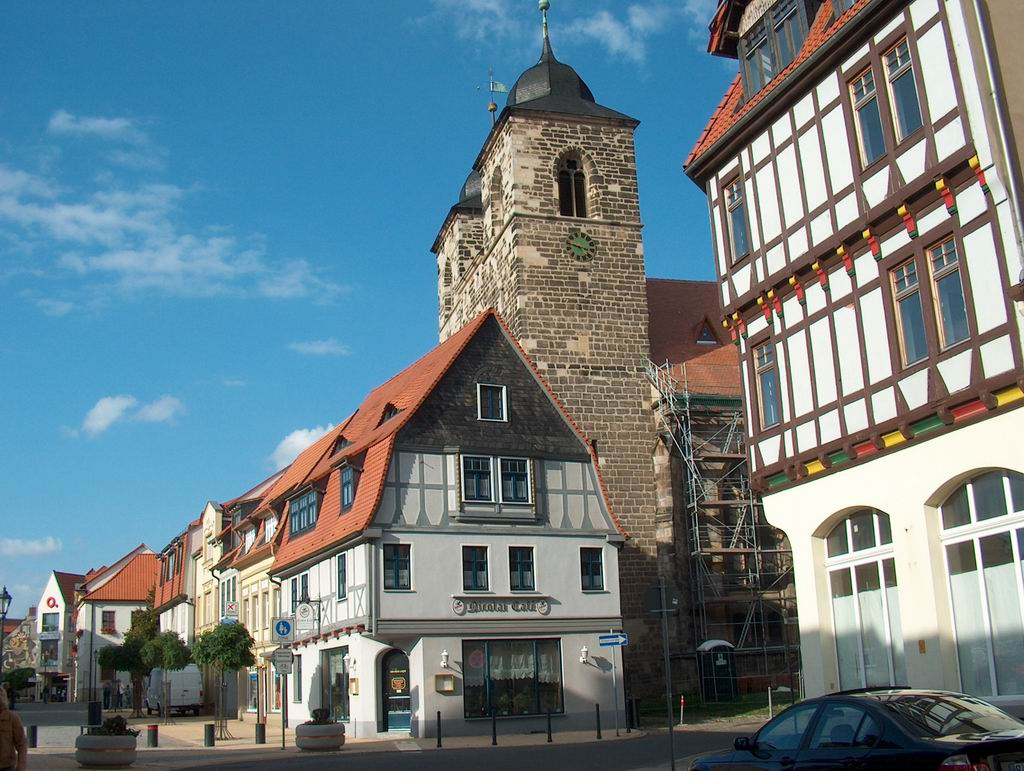
Halberstädter Straße i kościół św. Mikołaja

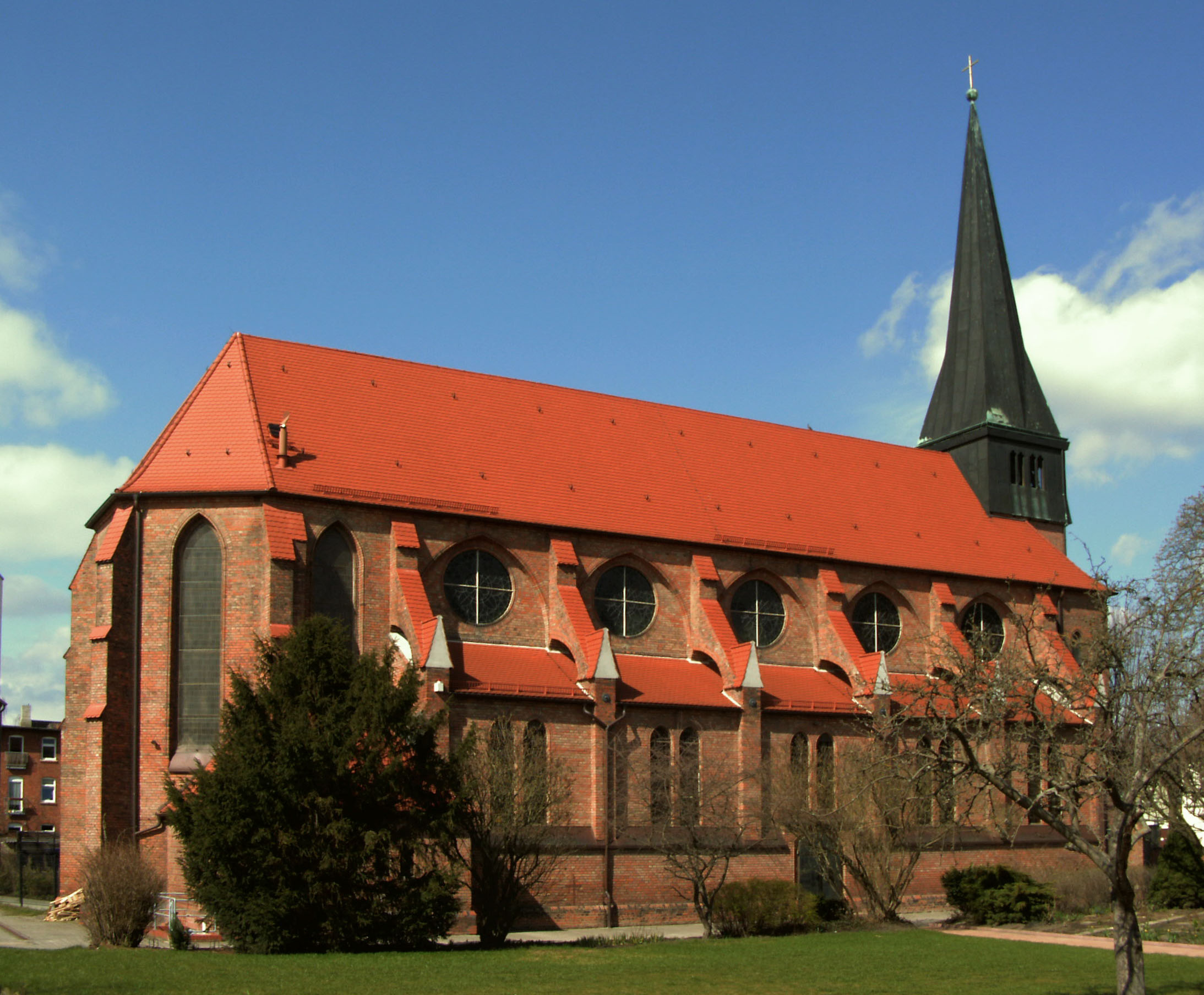
Kościół Najświętszej Maryi Panny

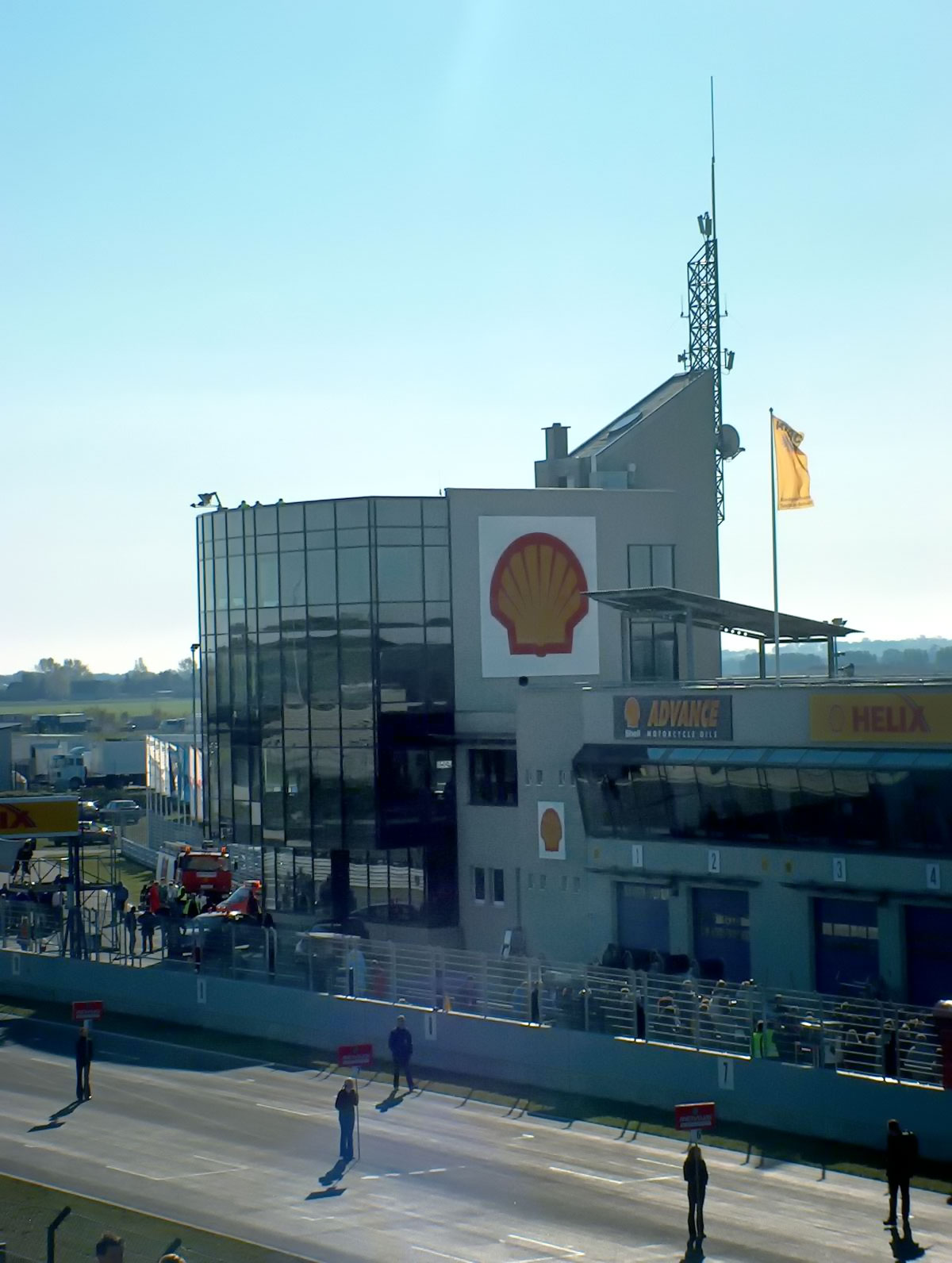
Wieża na torze wyścigowym

Oschersleben (Bode) – miasto w środkowych Niemczech, w kraju związkowym Saksonia-Anhalt, w południowej części powiatu Börde, ok. 35 km na południowy zachód od Magdeburga, nad rzeką Bode.
Miasto słynie z toru wyścigowego Motorsport Arena Oschersleben, na którym odbywają się m.in. wyścigi DTM oraz WTCC.
Według danych na 31 grudnia 2009 liczba ludności Oschersleben (Bode) wynosi 21 142 osób, a powierzchnia – 188,92 km².

## Dzielnice
W skład obszaru miasta wchodzą następujące dzielnice:
| - Alikendorf - Altbrandsleben - Ampfurth - Andersleben - Beckendorf - Emmeringen - Groß Germersleben - Günthersdorf - Hadmersleben | - Hordorf - Hornhausen - Jakobsberg - Kleinalsleben - Klein Oschersleben - Neindorf - Neubrandsleben - Peseckendorf - Schermcke |

## Gospodarka
W mieście rozwinął się przemysł maszynowy, chemiczny oraz spożywczy.

## Historia
Po raz pierwszy miejscowość została wymieniona w dokumencie Ottona III z 23 listopada 994. W XII wieku powstał zamek Oschersleben. Pierwsza wzmianka o Oschersleben (Bode) jako mieście pochodzi z kolei z roku 1235.
W XVII wieku miasto było kilkukrotnie niszczone przez pożary. W 1648, na skutek pokoju westfalskiego znalazło się w granicach Brandenburgii-Prus (od 1701 Królestwo Prus). W 1807 weszło w skład Królestwa Westfalii, po czym w 1813 powróciło do Prus, które w 1871 stały się częścią Cesarstwa Niemieckiego. W 1816 Oschersleben (Bode) stało się siedzibą powiatu Oschersleben. Jednocześnie od 1816 do 1938 Oschersleben (Bode) znajdowało się w granicach prowincji Saksonia, a w latach 1938–1945 okręgu Rzeszy Magdeburg-Anhalt.
W 1843 zbudowano linię kolejową do Magdeburga, Halberstadt i Wolfenbüttel. W następnych latach miasto stało się ośrodkiem przemysłu spożywczego, a w mniejszym stopniu także maszynowego. Okres największego rozwoju przypada jednak na lata po I wojnie światowej, kiedy powstała fabryka samolotów AGO Flugzeugwerke. W czasie II wojny światowej pracowało w niej wielu jeńców wojennych oraz osób wywiezionych z krajów okupowanych przez Niemcy na roboty przymusowe. Istnienie fabryki spowodowało, że miasto stało się celem alianckich nalotów, w wyniku których zginęło 148 osób, 300 zostało rannych, a tysiące straciło dach nad głową.
Po wojnie Oschersleben (Bode) włączono najpierw do radzieckiej strefy okupacyjnej, a w 1949 do Niemieckiej Republiki Demokratycznej (okręg Magdeburg). Po zjednoczeniu Niemiec znalazło się w granicach kraju związkowego Saksonia-Anhalt, stając się stolicą powiatu Börde. W lipcu 2007 powiat ten połączono z powiatem Ohre w nowy powiat Börde, którego stolicą zostało miasto Haldensleben.
W 1997 we wschodniej części miasta powstał tor wyścigowy Motorsport Arena Oschersleben o długości 3,6 km.
1 lipca 2009 do miasta zostały przyłączone gminy Altbrandsleben, Hornhausen i Schermcke, 1 stycznia 2010 Peseckendorf, a 1 września 2010 miasto Hadmersleben.

### Liczba ludności na przestrzeni lat
| - 1723 – 1 068 - 1740 – 1 780 - 1785 – 2 243 - 1791 – 2 340 - 1800 – 2 861 - 1814 – 2 702 - 1820 – 3 002 - 1831 – 3 257 - 1840 – 3 614 - 1852 – 5 537 - 1861 – 6 704 - 1875 – 7 831 - 1880 – 8 873 - 1890 – 10 682 - 1900 – 13 405 | - 1920 – 12 347 - 1930 – 13 750 - 1939 – 17 817 - 1946 – 21 011 - 1950 – 21 048 - 1960 – 19 126 - 1981 – 17 160 - 1984 – 17 229 - 1995 – 19 575 - 2000 – 18 828 - 2005 – 17 723 - 2007 – 19 833 - 2008 – 19 452 - 2009 – 19 393 - 2010 – 20 831 |

## Zabytki i inne atrakcje turystyczne
- zamek Oschersleben z XII wieku, znacznie przebudowany w okresie renesansu; obecnie w stanie ruiny
- barokowy ratusz z 1691 na Rynku (Marktplatz)
- ewangelicki kościół św. Mikołaja z XIV wieku, całkowicie przebudowany w stylu neogotyckim w 1881 przy Kornstraße
- negotycki kościół katolicki Najświętszej Maryi Panny z lat 1867–1869 (z XIV-wiecznym krzyżem morowym i XV-wieczną figurą Madonny) przy Hornhäuser Str.
- stara zabudowa miejska w obrębie śródmieścia
- ogród zoologiczny Wiesenpark
- pomnik Siewcy (Sämann) z 1914 dłuta Stephana Waltera przed budynkiem biblioteki przy Hornhäuser Str. (kopia przy wejściu do Wiesenpark), który jest najbardziej rozpoznawalnym symbolem miasta

## Współpraca
Miastem partnerskim Oschersleben (Bode) jest oddalone o 23 km na północny zachód Schöningen w kraju związkowym Dolna Saksonia.

## Komunikacja
W Oschersleben (Bode) krzyżują się drogi:
- L24 do Haldensleben i Harsleben k. Halberstadt
- L101 do Krottorf
- B246 do Neuwegersleben i Wanzleben (stamtąd jej przedłużeniem do Magdeburga jest droga L50)

Ponadto przez miasto przebiegają linie kolejowe do Magdeburga, Halberstadt i Wolfenbüttel. Przy osiedlu Am Bahnhof znajduje się dworzec kolejowy Oschersleben (Bode).

## Osoby

### urodzone w Oschersleben (Bode)
- Christine Harbort (1949–2003) – niemiecka aktorka i reżyserka
- Jo Harbort (ur. 1951) – niemiecki rzeźbiarz
- Rainer Langhans (ur. 1940) – niemiecki pisarz i reżyser, ikona protestów społecznych w latach 60. XX wieku
- Ron Ringguth (ur. 1966) – niemiecki reporter telewizyjny
- Karsten Schmidt (ur. 1939) – niemiecki dziennikarz
- Lutz Trümper (ur. 1955) – polityk Socjaldemokratycznej Partii Niemiec, burmistrz Magdeburga
- Ludwig Hubert von Windheim (ur. 1857) – niemiecki polityk

### związani z miastem
- Friedrich Anton Harbort (1834-1866) – proboszcz katolicki w latach 1860–1866
- Karl Kellner (1890–1965) – nauczyciel i miejski kronikarz